# Плоешти
Плоешти или Плојешт (рум. Ploieşti) је један од најзначајнијих градова у Румунији. Овај град се налази у средишњем делу земље, у историјској покрајини Влашкој и њеном делу Мунтенији. Плоешти је управно средиште округа Прахова и најважније културно и привредно средиште Мунтеније после оближњег Букурешта.
Плоешти се простире на 58,2 km² и према попису из 2021. године у граду је живело 180.540 становника.

## Географија
Град Плоешти налази се у северном делу влашке области Мунтенија. Град се развио на месту где река Прахова излази побрђа Карпата на северу у Влашку низију јужно. Будући да се током реке пружа једна од најбољих веза Влашке и Трансилваније град се образован на веома прометном и самим тим повољном месту.

## Историја града
Град је основан 1596. године за време владавине Михаја Храброг. Нагли процват града десио се у XVII и 18. веку када је постао значајан трговачки и занатски центар. Пут који повезује Плоешти са градом Брашов направљен је 1864. године, а железница је изграђена 1882. године. У то време су изграђене многе школе и болнице. Средином 19. века област око града је био водећи у свету по вађењу и преради нафте. Град је такође веома кратко био проглашен и за републику Плоешти 1870. године, због револта према румунској монархији.
Један од важних градских тргова у Плоештију је стари Српски трг. Он се формирао на месту некадашње српске пијаце. Из околине града Сливена у данашњој Бугарској су се 1830. године доселили бугарски насељеници - повртари. У једној кући на српском тргу рођен је 1933. године велики румунски песник Никита Станеску. Један од најславнијих грађана је Александар Радовић (1860-1918) - правник, банкар и политичар, градоначелник, сенатор и посланик. Син је банкара Георга Радовићa, чији се отац Никола 1810. године доселио из Трансилваније. Радовићи који су се брзо обогатили и постали део елите Плоештија. Раскошна стилски грађена Радовићева вила је данас једна од знаменитости града, коју посећују туристи. Кућа његове браће Радовића, Јована и Георга постала је 1886. године, хотел "Европа".
На градском гробљу званом "Вечност", налази се православна капела посвећена Сава Освећени. Претходна црква грађена је 1843-1848. године. По другом извору потиче из 1812. године. Током савезничког бомбардовања 1944. године сасвим је уништена, па су верници измолили да им се уместо ње додели друга. Уступљена је 19. јула 1953. године капела на гробљу, у близини некадашње, за парохијску. Та капела грађена 1904-1908. године била је првобитно посвећена "Воздвижењу часног крста". Затим је 1952. године проширена и посвећена Св. Сави и Св. Ђорђу. Садашњи парох код те цркве је поп Јоан Цуца.
Између два светска рата Плоешти се опет истицао по производњи нафте. Велике нафтне компаније од којих је већина страних почеле су да послују у граду. Дванаест рафинерија у Плоештију су 1939. године производиле 80% нафте у целој Румунији.
Иако је град био значајно оштећен за време земљотреса 1940. године, Нацистичка Немачка је овде имала главни извор нафте за време Другог светског рата када је Румунија била њен савезник. Град је био поштеђен бомбардовања до 1943. године, због његове велике удаљености од савезничких аеродрома. 1. августа 1943. америчке ваздушне снаге су бомбардовале град у операцији „Талас плиме“. Плоешти је био највише бомбардован румунски град за време Другог светског рата. Иако је претрпео велика разарања град је брзо обнављан. Одлучујући напади на Плоешти су били током априла 1944. године када су америчке трупе заузеле аеродроме у Италији. Коначно, августа 1944. совјетске тупе су ушле у град. 
Након рата нафтна индустрија је била национализована и модернизована, а у град су била уложена средства да би се он обновио.
Након Румунске револуције 1989. године у град су почеле да стижу велика улагања, због чињенице да има нафтну индустрију и да је веома близу престонице Букурешта.

## Становништво
У односу на попис из 2002. године број становника на попису из 2011. г. се смањио.
| 1966.   | 1977.   | 1992.   | 2002.   | 2011.   |
| ------- | ------- | ------- | ------- | ------- |
| 146.922 | 199.699 | 252.715 | 232.527 | 209.945 |

Матични Румуни чине већину градског становништва Плоештија (око 95%), а од мањина присутни су Роми (2,5%). Некада је у граду живела и заједница Јевреја.

## Знаменитости
Плоести је данас познат ка румунска „престоница нафте“. Упоредо са експлоатацијом нафте у граду се развија и велика петрохемијска и технолошка индустрија уз бројне образовне установе, што је такође значајно обележје Плоештија.

## Партнерски градови
- Орал
- Радом
- Хинчешти
- Берат
- Дњипро
- Харбин
- Лефкада
- Маракаибо
- Осијек

## Галерија
- Градски дом културе
- Катедрални храм св. Јована Крститеља
- Улица у Плоештију
- Градска пијаца